# Ешреф Џанефендић
Ешреф Џанефендић (Нови Пазар, 16. април 1988 – Нови Пазар, 19. децембар 2020) био је срски уметник, музичар и уметнички фотограф. По струци је био архитекта. Свирао је канун и кахон. Активно је учествовао у културном животу Новог Пазара и својим фотографијама промовисао овај град. Добитник је више награда за фотографију.

## Музичка каријера
Ешреф Џанефендић свирао је канун и кахон. Као члан различитих ансамбала и бендова наступао је више пута у иностранству, укључујући Конзерваториум Ђузепе Верди у Торину 2012. и Турковизију 2015. У Сарајеву је наступао на Сарајево севдах фесту и Башчаршијским ноћима у Камерном театру 55. Године 2013. у Београду је учествовао у програму обележавања педесет година успешног музичког стваралаштва Корнелија Ковача, као и 2014. у београдском Дому омладине на концерту „53 године у музици Корнелија Ковача”, као један од специјалних гостију ове „суперсоничне музичке комуникације”.
Ешреф је сарађивао са организацијама и установама културе овог града, а највише са Земан Фестом и Културним центром Нови Пазар.

## Фотографија
Ешреф Џанефендић годинама је својим фотографијама пратио готово све најбитније догађаје у родном граду. У фокусу његовог истраживања кроз фотографију били су пејзаж, архитектура и различити експерименти са архитектонским облицима. Позната књижевница Надија Реброња о уметничком стваралаштву Ешрефа Џанефендића је рекла: „Један дио ових фотографија указује нешто што јесте његов аутентичан стил у фотографији, а то је додавање јаког колорита и то у оквиру његовог умјетничког рада има специфичну симболику јер он у животу јесте био особа која је стварност доживљавала на неки ведрији начин од реалног, па тако и фотографије немају теденцију да прикажу реалистичност већ заправо неку утопијску димензију стварности, прије свега, урбаног простора”
Године 2021. године Земан Фест је отворен постхумном изложбом фотографија овог значајног новопазарског уметника, као омаж који има за циљ да представи његов уметнички опус.
Ешреф Џанефендић био је члан Фото кино клуба Нови Пазар. Учествовао је на више колективних изложби фотографија, за шта је три пута награђиван на различитим фото конкурсима.

## Признања
Град Нови Пазар постхумно је наградио Ешрефа Џанефендића за допринос у култури. У новопазарском Градском парку постављена је спомен-чесма у знак сећања на овог истакнутог уметника.